# 車牙單于
車牙單于（？—前8年），全称为車牙若鞮單于，挛鞮氏，名且莫車，是西漢末年匈奴單于。

## 生平
他是搜諧若鞮單于之弟，被其兄搜諧若鞮單于封為左賢王，在其兄死後繼任單于，在位4年（前12年－前8年）。车牙单于以弟弟囊知牙斯为左贤王。车牙单于死后，囊知牙斯即位为烏珠留若鞮單于。

## 子
- 乌夷当，封右於駼仇掸王，车牙单于遣子乌夷当入侍汉朝汉成帝

| 前任： 兄搜諧若鞮單于 | 匈奴單于 前12年—前8年 | 繼任： 弟烏珠留若鞮單于 |